# Koninklijke Voetbalclub Oostende 2013-2014
Questa voce raccoglie le informazioni riguardanti il Koninklijke Voetbalclub Oostende nelle competizioni ufficiali della stagione 2013-2014.

## Stagione
Nella stagione 2013-2014 l'Ostenda ha disputato la Pro League, massima serie del campionato belga di calcio, terminando la stagione regolare al nono posto con 34 punti conquistati in 30 giornate, frutto di 9 vittorie, 7 pareggi e 14 sconfitte. Grazie a questo piazzamento è stato ammesso nel girone A dei play-off per un posto in UEFA Europa League. Ha vinto il girone A con 14 punti conquistati in 6 giornate, frutto di 4 vittorie, 2 pareggi e 0 sconfitte, qualificandosi alla finale contro il Kortrijk, vincitore del girone B. Sia la gara di andata sia la gara di ritorno si sono concluse in parità sul 2-2, ma l'Ostenda ha vinto la finale dopo i tiri di rigore. Il test-match finale contro lo Zulte Waregem non venne disputato perché all'Ostenda non venne concessa la licenza UEFA, così che il posto in Europa League andò allo Zulte Waregem. Nella Coppa del Belgio l'Ostenda è sceso in campo dai sedicesimi di finale, raggiungendo la semifinale del torneo dove è stato eliminato dal Lokeren dopo i tiri di rigore, essendo finite in parità sull'1-1 sia la gara di andata sia la gara di ritorno.

## Rosa
| N. |                         | Ruolo | Calciatore          |
| -- | ----------------------- | ----- | ------------------- |
| 1  | RD del Congo (bandiera) | P     | Mulopo Kudimbana    |
| 2  | Francia (bandiera)      | D     | Xavier Luissint     |
| 3  | Belgio (bandiera)       | D     | Niels De Schutter   |
| 4  | Francia (bandiera)      | D     | Guillaume Dequaire  |
| 6  | Francia (bandiera)      | D     | Baptiste Schmisser  |
| 7  | Camerun (bandiera)      | A     | Sébastien Siani     |
| 8  | Belgio (bandiera)       | C     | Niels Coussement    |
| 9  | Belgio (bandiera)       | A     | Laurent Depoitre    |
| 10 | Belgio (bandiera)       | C     | Michiel Jonckheere  |
| 11 | Belgio (bandiera)       | A     | Thomas Foket        |
| 12 | Gabon (bandiera)        | P     | Didier Ovono        |
| 13 | Francia (bandiera)      | D     | Frédéric Brillant   |
| 14 | Belgio (bandiera)       | C     | Tom van Imschoot    |
| 15 | Belgio (bandiera)       | D     | Georgios Kaminiaris |
| 15 | Sudafrica (bandiera)    | C     | Andile Jali         |
| 16 | Belgio (bandiera)       | C     | Yohan Brouckaert    |

| N. |                       | Ruolo | Calciatore       |
| -- | --------------------- | ----- | ---------------- |
| 17 | Belgio (bandiera)     | A     | Gianni Vanhaecke |
| 18 | Belgio (bandiera)     | C     | Nils Pierre      |
| 19 | Belgio (bandiera)     | D     | Denis Dessaer    |
| 20 | Belgio (bandiera)     | A     | Wouter Moreels   |
| 20 | Spagna (bandiera)     | C     | Fede Vico        |
| 21 | Belgio (bandiera)     | D     | Gertjan Martens  |
| 22 | Belgio (bandiera)     | C     | Jonathan Wilmet  |
| 23 | Zimbabwe (bandiera)   | D     | Nyasha Mushekwi  |
| 24 | Belgio (bandiera)     | D     | Jimmy Hempte     |
| 25 | Brasile (bandiera)    | C     | Fernando Canesin |
| 26 | Belgio (bandiera)     | D     | Jordan Lukaku    |
| 27 | Francia (bandiera)    | C     | Franck Berrier   |
| 28 | Ungheria (bandiera)   | C     | Ádám Vass        |
| 29 | Slovacchia (bandiera) | C     | Peter Sládek     |
| 30 | Francia (bandiera)    | P     | Jérémy Dumesnil  |
| 31 | Francia (bandiera)    | P     | Cédric Berthelin |

## Risultati

### Pro League

#### Finale play-off Europa League
| Arbitro: | Alexandre Boucaut |

|                            |           |                                 |
| Chevalier 30’ Pavlović 40’ | Marcatori | 20’ Jonckheere 47’ (rig.) Siani |

| Arbitro: | Serge Gumienny |

|                                                            |                      |                                                                     |
| Wilmet 71’ Jonckheere 90+1’                                | Marcatori            | 54’ (rig.) De Smet 59’ Coulibaly                                    |
| Jali Siani Jonckheere Sládek Ovono Schmisser Foket Martens | Tiri di rigore 7 – 6 | De Smet Heylen De Mets Pavlović Martin Oussalah Chevalier Tomašević |

## Statistiche

### Statistiche di squadra
| Competizione        | Punti | In casa | In casa | In casa | In casa | In casa | In casa | In trasferta | In trasferta | In trasferta | In trasferta | In trasferta | In trasferta | Totale | Totale | Totale | Totale | Totale | Totale | DR  |
| Competizione        | Punti | G       | V       | N       | P       | Gf      | Gs      | G            | V            | N            | P            | Gf           | Gs           | G      | V      | N      | P      | Gf     | Gs     | DR  |
| ------------------- | ----- | ------- | ------- | ------- | ------- | ------- | ------- | ------------ | ------------ | ------------ | ------------ | ------------ | ------------ | ------ | ------ | ------ | ------ | ------ | ------ | --- |
| Pro League          | 34    | 15      | 6       | 4       | 5       | 19      | 20      | 15           | 3            | 3            | 9            | 9            | 26           | 30     | 9      | 7      | 14     | 28     | 46     | -18 |
| Pro League play-off | -     | 4       | 1       | 3       | 0       | 5       | 3       | 4            | 3            | 1            | 0            | 6            | 2            | 8      | 4      | 4      | 0      | 11     | 5      | +6  |
| Coppa del Belgio    | -     | 4       | 2       | 2       | 0       | 7       | 2       | 2            | 0            | 2            | 0            | 1            | 1            | 6      | 2      | 4      | 0      | 8      | 3      | +5  |
| Totale              | -     | 23      | 9       | 9       | 5       | 31      | 25      | 21           | 6            | 6            | 9            | 16           | 29           | 42     | 15     | 15     | 14     | 47     | 54     | -7  |